# Mark Smith (baloncestista de 1999)
Mark Smith (Decatur, Illinois; 16 de agosto de 1999) es un baloncestista estadounidense que pertenece a la plantilla del Nagasaki Velca de la B.League japonesa. Con 1,96 metros de estatura, juega en la posición de escolta.

## Trayectoria deportiva

### Universidad
Es un jugador formado en el Edwardsville High School de Edwardsville, Illinois, antes de ingresar en 2017 en la Universidad de Illinois en Urbana-Champaign, donde disputa una temporada la NCAA con los Illinois Fighting Illini. En 2018, cambia de universidad e ingresa en la Universidad de Misuri en Columbia (Misuri), donde jugó tres temporadas la NCAA con los Missouri Tigers, desde 2018 a 2021.
En la temporada 2021-22, vuelve a cambiar de universidad e ingresa en la Universidad Estatal de Kansas en Manhattan (Kansas), donde disputa la NCAA con los Kansas State Wildcats. 

### Profesional
Tras no ser drafteado en 2022, el 5 de julio de 2022, firma un contrato por una temporada para debutar como profesional en las filas del BG 74 Göttingen de la Basketball Bundesliga.
El 29 de julio de 2023, firma por el Casademont Zaragoza de la Liga Endesa. El 4 de junio de 2024, después de disputar 32 encuentros entre liga y FIBA Europe Cup durante la temporada, se anuncia que no seguirá en el club.
El 5 de julio de 2024 fichó por el Nagasaki Velca de la B.League japonesa.